# Hebe (planetoïde)
(6) Hebe is een planetoïde in de belangrijkste planetoïdengordel van het zonnestelsel, tussen de banen van de planeten Mars en Jupiter. Hebe heeft een onregelmatige vorm met een gemiddelde diameter van 186 km. De baan rond de zon is sterk ellipsvormig en de afstand tot de zon kan variëren tussen de 2,914 en 1,937 astronomische eenheden.
Vanaf de aarde gezien is Hebe het op vier na helderste object in de planetoïdengordel, na (4) Vesta, (1) Ceres, (7) Iris en (2) Pallas. Ze kan tijdens gunstige opposities een schijnbare helderheid van +7,5 bereiken (helderder dan de planeet Neptunus), zodat ze dan zelfs met een goede verrekijker te zien is.

## Ontdekking en naamgeving
Hebe werd op 1 juli 1847 ontdekt door de Duitse amateur-sterrenkundige Karl Ludwig Hencke. Hencke had twee jaar daarvoor ook de planetoïde (5) Astraea ontdekt. Voor Hencke's ontdekkingen nam men aan dat er slechts vier planetoïden waren tussen Mars en Jupiter, en de nieuwe vondsten zorgden voor een zoektocht naar meer objecten. Als gevolg daarvan was binnen tien jaar na de ontdekking van Hebe het aantal bekende planetoïden bijna vertienvoudigd. Tegenwoordig zijn honderdduizenden planetoïden bekend.
De naam Hebe werd bedacht door de wiskundige Carl Friedrich Gauss. Hebe is in de Griekse mythologie de godin van de jeugd, een dochter van Zeus en Hera.

## Eigenschappen

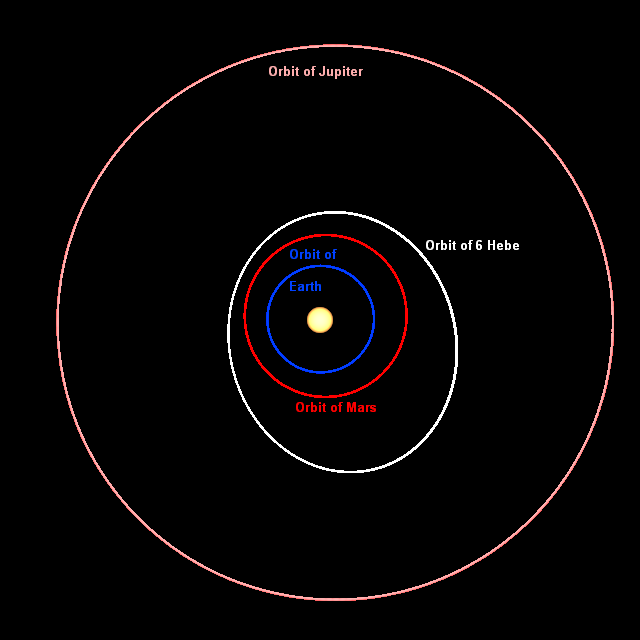
De baan van Hebe, vergeleken met de banen van de Aarde, Mars en Jupiter

Uit lichtcurve-analyse blijkt dat Hebe een hoekige vorm heeft, wat het gevolg kan zijn van een aantal grote inslagkraters op haar oppervlak. De planetoïde draait in 7,2 uur om haar eigen as. De as is gericht naar de ecliptische coördinaten (β, λ) = (45°, 339°), met een onzekerheid van 10°. Dat betekent dat de axiale helling (de hoek van de as met een lijn loodrecht op de ecliptica) 42° is. Bij Hebe zijn geen natuurlijke satellieten ontdekt.
Hebe wordt tot de S-type planetoïden gerekend, wat betekent dat ze een helder oppervlak heeft bestaande uit silicaten en metalen. Hebe is waarschijnlijk de oorsprong van twee belangrijke groepen op aarde gevonden meteorieten: de H-chondrieten en de IIE-ijzermeteorieten. Fragmenten die bij inslagen op Hebe de ruimte ingeslingerd worden, hebben vanwege de baaneigenschappen van de planetoïde een hoge kans richting de aarde te bewegen. Hebe is bovendien een van de weinige (en de grootste) planetoïden die een vergelijkbare samenstelling hebben als de twee genoemde groepen meteorieten. Als dit waar is, zou ongeveer 40% van alle meteorieten op aarde afkomstig zijn van Hebe.